# Neomammillaria multihamata
Neomammillaria multihamata là một loài thực vật có hoa trong họ Cactaceae. Loài này được (Boed.) Britton & Rose mô tả khoa học đầu tiên năm 1923.